# Ardisia austin-smithii
Ardisia austin-smithii Lundell – gatunek roślin z rodziny pierwiosnkowatych (Primulaceae). Występuje naturalnie w Meksyku, Gwatemali, Hondurasie, Salwadorze, Nikaragui, Kostaryce oraz Panamie. 

## Morfologia
PokrójZimozielone drzewo lub krzew. Dorastające do 1–20 m wysokości.
LiścieBlaszka liściowa ma lancetowaty kształt. Mierzy 2–8,5 cm długości oraz 1–3,5 cm szerokości, jest całobrzega, ma ostrokątną lub zbiegającą po ogonku nasadę i spiczasty wierzchołek. Ogonek liściowy jest nagi i ma 4–10 mm długości.
KwiatyZebrane w wiechach o długości 1–1,3 cm, wyrastają na szczytach pędów. Mają działki kielicha o owalnym kształcie i dorastające do 2 mm długości. Płatki są owalnie trójkątne i mają 3–4 mm długości.
OwocPestkowce mierzące 3-5 mm średnicy, o niemal kulistym kształcie.

## Biologia i ekologia
Rośnie w lasach, na wysokości od 400 do 1600 m n.p.m.